# Vagrant Story
Vagrant Story (ベイグラントストーリー, Beiguranto Sutōrī) é um jogo eletrônico de RPG desenvolvido pela Squaresoft (atual Square-Enix), lançado para o PlayStation em 2000 e relançado 9 anos depois em formato de download na Playstation Network, disponibilizando-o assim para PlayStation 3 e PlayStation Portable (PSP).
O jogo tem lugar no reino fictício de Valendia e na cidade em ruínas de Leá Monde. A história centraliza-se em Ashley Riot, um agente de elite conhecido como Riskbreaker que vai até Leá Monde para investigar uma ligação entre um líder cultista e um renomado membro do Parlamento Valendiano, Duque Bardorba. Durante o prólogo, Ashley é acusado de assassinar o duque, e o game começa a discorrer os eventos que levaram a esta acusação - uma semana antes do assassinato.
Vagrant Story é uma empreitada de ação-aventura em RPG única pois o game não dispõe de lojas para se comprar itens ou interação do protagonista com outros personagens. Ao invés disso, o game foca-se na criação e customização de armas e armaduras, assim como elementos de quebra-cabeça e estratégia.

## Enredo
O game se passa na fictícia cidade de Leá Monde, enquanto o reino de Valendia está imerso numa guerra civil. Leá Monde é uma antiga cidade com uma história milenar. Localizada em uma ilha, suas muralhas já foram testemunhas de muitas batalhas e são mais impenetráveis que qualquer forte ou fortaleza majestosa de Valendia. Em seus anos dourados, Leá Monde era uma próspera comunidade e assim seguiu até um grande terremoto devastá-la 25 anos antes da história de Vagrant Story, destruindo a cidade e deixando seu solo instável.
A Grande Catedral e o Templo de Kiltia formam o centro da cidade. Abaixo do solo está uma escavação de minérios abandonada, os labirintos enegrecidos de uma cidade subterrânea ("UnderCity"), e a sombria masmorra da Donzela de Ferro ("Iron Maiden"). Há também a misteriosa e confusa Floresta Snowfly, nomeada assim pela grande quantidade de insetos conhecidos como moscas-da-neve ("snowflies") e pode ser encontrada nos arredores da cidade. Outras localidades incluem as Terras Cinzentas ("Graylands"), o palco do evento de prólogo, e Valnain, a cidade onde o quartel-general dos "Cavaleiros da Paz de Valendia" ("Valendia Knights of Peace") está localizada.
Enquanto Valendia e Leá Monde são fictícias, o cenário do game é inspirado em paisagens reais à sudoeste da França, incluindo a cidade de Saint-Émilion.

### Personagens e organizações
O protagonista é Ashley Riot, um agente dos "Valendia Knights of the Peace" (descritos a partir deste ponto como "VKP"), que está no encalço de um líder cultista chamado Sydney Losstarot. Sydney, líder do culto religioso Müllenkamp, atacou a mansão do de Duque Bardorba à procura de uma "chave", e capturou o filho de Bardorba, o jovem Joshua, nesta investida.
Ashley também possui uma parceira: esta é Callo Merlose, uma agente dos Inquisidores VKP.
Também em busca da captura de Sydney está Romeo Guildenstern dos "Crimson Blades" ("Lâminas Escarlate" em uma tradução rústica), que lidera uma cruzada a qual se iniciou sem a aprovação dos VKP.
Ashley é um "Riskbreaker", uma divisão militante dos VKP responsável por manter a lei e segurança do estado. Mesmo com Merlose o acompanhando, Ashley não a aceita como companheira em batalhas devido a pouca experiência em combate desta. Merlose acaba como Joshua e torna-se refém de Sydney, descobrindo enquanto o acompanha a verdade sobre as atividades do Culto de Müllenkamp.
Outro "Riskbreaker", Rosencrantz, surge durante as batalhas de Ashley em Leá Monde, informando-o sobre os planos dos VKP, Sydney e do Cardeal, e subsequentemente sobre sua participação na tragédia ocorrida no passado de Ashley. Isto injeta suspeitas da parte de Ashley, pelo fato dos "Riskbreakers" sempre agirem sozinhos.
Os "Crimson Blades", sob ordens diretas do Cardeal Batistum, são um grupo integrante dos "Cavaleiros da Cruz do Cardeal" ("Cardinal's Knights of the Cross"), e estão a cargo de caçarem hereges e desmantelarem cultos. Romeo Guildenstern, seu líder, é um homem de plena fé, profundamente fiel à suas crenças e consequentemente imune aos Poderes das Trevas. Sob ordens do Cardeal, ele persegue Sydney liderando um pequeno exército de cavaleiros e seus capitães: Samantha (que também é sua amada), Duane (um renomado clérigo), Grissom (que com sua arte de Invocador, flerta com poderes sombrios), Tieger e Neesa (estes últimos grandes guerreiros).
Müllenkamp é um culto fixado em Leá Monde, lugar este que sofreu uma enorme catástrofe quando sua população foi morta no grande terremoto. A cidade, repleta de corpos controlados pelas Trevas, é a fortaleza perfeita para o Culto. Sydney e seu cúmplice, Hardin, sobrevivem à perseguição dos "Crimson Blades", mesmo Hardin por vezes duvidando das intenções de Sydney.

### "The Phanton Pain"
A trama de Vagrant Story, intitulada "The Phantom Pain" (algo como "A Dor Fantasmal"), é apresentada como um prelúdio à "História do Andarilho".
Iniciando-se em Graylands, Ashley Riot e  Callo Merlose são enviados pelos VKP à mansão do Duque Bardorba para investigar o envolvimento deste com o culto Müllenkamp e o interesse do Cardeal em Sydney Losstarot. Ashley infiltra-se na mansão e encontra Sydney, testemunhando seus poderes em primeira-mão. Sydney escapa com seu cúmplice Hardin e o filho do duque, o pequeno Joshua, deixando para Ashley uma pista de seu próximo destino. Este evento é descrito como "O Incidente em Graylands".
Ashley e Merlose chegam à Leá Monde, e sozinho, Ashley infiltra-se na cidade através de uma grande adega de vinhos subterrânea. Pelo caminho, ele aprende sobre objetos contendo grande poder mágico chamados de "Grimórios" e sobre os poderes da cidade, que pode gerar mortos-vivos e criaturas mitológicas de várias sortes. Ele encontra-se com Guildenstern e sua amante Samantha, e aprende então sobre uma condição conhecida como "morte incompleta" e também sobre as verdadeiras intenções do Cardeal em perseguir Sydney: o segredo da Imortalidade do qual o líder cultista era conhecedor. 
Os "Crimson Blades" confrontam Ashley e revelam sua presença à Guildenstern.
Escapando ileso, Ashley encontra Rosencrantz, outro "Riskbreaker", o qual lhe propõe parceria. Ashley porém recusa-se arbitrariamente. Rosencrantz lhe expõe detalhes sobre os VKP e do conhecimento dos seus parlamentares sobre os poderes sombrios de Leá Monde. Também lhe fala que poderes secretos dormentes no interior de uma pessoa podem ser despertos pela influência das Trevas. Em seus encontros com Sydney, Ashley tem visões de seu passado, onde sua esposa Tia e seu filho Marco são assassinados por bandidos. Uma vez mais avistando-se com Rosencrantz, este lhe diz que eles trabalharam juntos no passado como mercenários, e que aqueles dois não eram sua família mas alvos neutros mortos por engano em uma de suas missões. A culpa de Ashley sobre estas mortes foi manipulada pelos VKP que lhe fizeram lavagem cerebral para assim transformá-lo em um leal "Riskbreaker". Nosso protagonista lembra-se de súbito de suas até então esquecidas habilidades de batalha, e logo experiencia uma "clarividência" - vendo através de visões, ele acompanha o progresso dos "Crimson Blades", o que o leva à Grande Catedral ("Great Cathedral").
Mais cedo, Sydney havia capturado Merlose e a trouxe com eles. Neste entremeio, Merlose percebe que Hardin é um tanto cético quanto aos planos de Sydney. Começa então a desenvolver os poderes da "Visão do Coração", uma forma de telepatia, enquanto eles continuam sua fuga cada vez mais fundo em Leá Monde. Com seus poderes, ela descobre sobre as intenções de Sydney, sobre as razões de Hardin ter se juntado ao Müllenkamp e sobre a empatia deste pelo menino Joshua. Sydney é forçado a deixá-los para impedir o avanço de seus perseguidores; atraíndo Guildenstern e Samantha para sí e provocando Ashley a segui-lo, uma vez que ele intenciona passar a ele seus poderes. Em Ashley não havia no entanto interesse algum em herdar os poderes da Escuridão. Vendo que Merlose havia sido capturada, seu único objetivo passa a ser resgatá-la.
Enquanto discutiam sobre o "Gran Grimoire", uma poderosa fonte de magia, Guildenstern e Samantha descobrem antigas escritas Kildeanianas gravadas ao longo das muralhas da cidade. Rosencrantz surge entre eles e revela que a própria cidade é o "Gran Grimoire" e que seu poder jaz em seu centro: a Grande Catedral.
Enquanto Guildenstern vai até lá, Rosencrantz procura por Ashley e Sydney. Ao encontrá-los, Rosencrantz usa sua imunidade contra os poderes negros e tenta forçar Sydney a lhe passar seu dom. Aproveitando a oportunidade, Rosencrantz ataca Ashley para provar que este não é o candidato mais indicado à herdar os Poderes das Trevas. Sydney recusa-se à continuar ouvindo suas bravatas e assassina Rosencrantz, fazendo uso de seus poderes para manipular a estátua de uma deusa. Após partir o falastrão "Riskbreaker" ao meio, a estátua volta-se contra Ashley. Sydney aproveita-se deste momento e escapa, deixando novamente à Ashley a tarefa de provar-se um sucessor digno - mesmo que ele continue a recusar tal "honra".
Guildenstern prossegue em direção à Grande Catedral no centro da cidade, caminho este que o leva diretamente à Merlose, Hardin e Joshua. Ao interrogar Hardin sobre uma certa "chave" conhecida como "Blood-Sin" (ou "Pecado de Sangue"), Guildenstern revela sua ambição de adquirir os Poderes das Trevas e, com eles, a imortalidade (neste instante em uma breve passagem é revelado que Sydney também é filho do duque). Sydney surge para teleportar Hardin Merlose e Joshua para longe dalí, ficando somente ele cara-a-cara com Guildenstern. Este por sua vez arranca de Sydney a "chave" e em seguida assassina Samantha, fazendo dela seu sacrifício para as Trevas. Ashley chega ao local após estes eventos e encontra Sydney caído. Enquanto tenta ajudá-lo, Sydney lhe conta toda a verdade. À Ashley então cabe a missão de confrontar Guildenstern e acabar com seus planos.
A batalha entre eles ocorre nos telhados da Grande Catedral. Lá, após uma sangrenta batalha contra um possuído e monstruoso Guildenstern, Ashley emerge vitorioso. Após a derrota de Guildenstern, nosso protagonista tem outra visão e nela ele encontra-se com sua mulher e filho. Eles dizem que não o culpam pelo fato trágico ocorrido naquele dia, que nada ele poderia ter feito para impedi-lo. Dizem ainda que estão prontos para descansarem em paz - e finalmente que um dia reunirão-se novamente.
O Agente Riot, agora portando a "chave", carrega Sydney que está gravemente ferido para fora da cidade que começa a ruir e desabar. A liberação do poder contido no corpo corrompido de Guildenstern causara um cataclismo em Leá Monde. As criaturas nascidas da escuridão que habitavam o interior da cidade começam à perecer e dissolverem-se. Merlose, Hardin e Joshua escapam da cidade em colapso, porém Hardin acaba morrendo devido a seus ferimentos e o destino de Merlose e Joshua fica envolto em mistério.
Já no epílogo, Ashley vai visitar o moribundo Duque Bardorba em sua mansão, porém assim que ambos ficam sozinhos, não é mais Ashley e sim Sydney quem lá está - ele na verdade apenas usou a imagem do Agente Riot para passar despercebido. O já ex-líder de Müllenkamp conta ao duque que encontrou um herdeiro digno de seus poderes em Ashley, e que o plano deles havia terminado em sucesso finalmente.
Desculpando-se e pesaroso, o duque então pega o punhal ofertado pelo próprio Sydney e põe fim à passagem do exausto homem neste mundo. Ele sorri, claramente aliviado de seu fardo. Uma lágrima rola por seu rosto pouco antes de seu corpo esvanecer-se. 
Instantes depois, o duque o acompanha, perecendo devido a sua grave doença.
Em um relatório recebido pelos VKP uma semana após o "Incidente em Graylands", foi acreditado que o duque havia sido assassinado, e Ashley torna-se o principal suspeito - uma vez que havia sido ele (ou ao menos sua imagem) que por último foi visto à sós com o duque.
Porém Ashley Riot nunca mais foi encontrado.

## Gráfico
O jogo segue o estilo com personagens e cenários em 3D. As texturas possuem grande qualidade levando ao limite o console da Sony. O artwork tem estilo cartunesco nos personagens com cenários medievais. O jogo também possui cenas cinematográficas influenciadas pelo jogo Metal Gear Solid que se desenvolvem ao longo da história.

## Trilha sonora
A trilha sonora possui um alto nível, totalmente orquestrada e bem ambientada. Os efeitos sonoros também são excelentes e de uma grande variedade. O título não possui falas dubladas, sendo esta uma das únicas críticas ao jogo.
Vagrant Story Original Soundtrack é o nome da compilação da trilha sonora de Vagrant Story. Todas as faixas da trilha foram compostas por Hitoshi Sakimoto, cujos trabalhos em games incluem as trilhas de Radiant Silvergun, Final Fantasy XII, Odin Sphere e GrimGrimoire, com arranjos adicionais de Takeharu Ishimoto na faixa 2–30 e de Hirosato Noda na faixa 2–31. Uma orquestra japonesa, a Shinozuka Group, executou parte da faixa 2–29. Todas as sintetizações foram feitas por Ishimoto, com assistência de Hidenori Iwasaki na faixa 1–1 e de Hirosato Noda na faixa 2–18.
Sakimoto percebeu que durante a fase inicial, ele compôs músicas "radiantes e alegres" similares às de Final Fantasy Tactics, mas Matsuno enfatizara que queria músicas mais "profundas e pesadas". Matsuno também o recomendou ouvir a trilha sonora do seriado Arquivo-X para ideias de ambientação, e Sakimoto apontou influências de James Horner e Hans Zimmer em suas composições. Sakimoto ficou impressionado com a dedicação da equipe de desenvolvimento de Vagrant Story, e expressou irrevogável dedicação em aprontar a trilha sonora já para os "previews" do game. Sakimoto criou temas para cada personagem e monstro, e produziu várias modificações em suas melodias para que elas pudessem ser executadas em momentos de interações diversas, sentimentos e também pontos de vista antagônicos. A trilha de Vagrant Story permanece até hoje como sendo uma das composições favoritas de Sakimoto.
O álbum inicialmente foi lançado em 2 Compact Discs pela DigiCube em 8 de março de 2000, tendo como número de catálogo o SSCX-10042. Foi posteriormente relançado pela Square Enix em 24 de março de 2006 com o número de catálogo SQEX-10068/9. No relançamento, foram removidas algumas reverberações sintetizadas do áudio original para PlayStation, tendo portanto uma versão ligeiramente diferente do som. Os CDs trazem 57 tracks, duas das quais são "bonus tracks" que não figuram no game. Empacotada num pequeno digipack, que traz ainda uma entrevista com o compositor e ilustrações dos personagens.

## Jogabilidade
Vagrant Story é um jogo de ação-aventura e RPG, com lutas em tempo real com gráficos 3D e rotação em 360 graus. A visão segue em terceira pessoa, podendo ser acionada em primeira pessoa a qualquer momento, para melhor exploração - para isto basta pausar o jogo.
Ashley pode correr, pular, e empurrar ou empilhar cubos e caixotes para atravessar obstáculos, adicionando elementos de quebra-cabeça e plataforma à jogabilidade. Durante o game, o jogador deve às vezes resolver enigmas com cubos para avançar na história. Quando então ele retornar a uma sala na qual já tenha resolvido o enigma proposto ao menos uma vez, um modo de "Time Attack" chamado "Evolve or Die!" (Evolua ou Morra!) será iniciado. O jogador deve então resolver o enigma chegando à saída oposta da sala, tentando faze-lo no menor tempo possível. Ao terminar o desafio, o jogador é ranqueado conforme seu desempenho. Este mini-game é opcional, e pode ser ativado ou desativado no menu de opções quando desejar.

### Batalha
Quando você se depara com um inimigo, pode iniciar o combate imediatamente ao entrar no "Battle Mode" - ou seja - estando com a arma em punho. Nele, quando o jogador pressiona o botão de ataque, uma esfera em "wire frame" surgirá ao redor de Ashley. Ela corresponde ao alcance de seu ataque, sendo os punhos os que tem menor alcance e as bestas possuindo o maior raio de ação. Partes individuais do corpo do inimigo que estejam dentro da esfera podem ser atingidas.
O sistema de batalhas envolve a colocação de vários golpes em sequência, os quais são chamados de "Chain Abilities". O dano dos ataques vai crescendo conforme o combo aumenta. Este combo já mencionado deve ser aplicado apertando-se o botão do ataque desejado (os quais são configuráveis, com várias possíveis combinações) no timming exato, e isto ocorre quando uma exclamação surge sobre a cabeça de Ashley - o que não dura mais que meio segundo. Cada arma possui um certo ritmo, sendo os punhos os mais rápidos e armas de empunhadura longa as mais lentas.
Em adição às "Chain Abilities", temos também as "Defensive Abilities", as quais permitem à Ashley reduzir o dano recebido de um ataque inimigo, refletir parte deste dano ao agressor ou mesmo evitar ser acometido por algum status negativo.
Elas funcionam da mesma maneira que as "Chain", sendo necessário que o botão do efeito desejado seja pressionado no momento certo (no surgimento da exclamação).
Ashley também aprende ataques chamados de "Break Arts", com os quais ele pode causar grandes danos - às vezes até em todo o corpo do inimigo ou em mais que um inimigo ao mesmo tempo - ao custo de HP. Cada tipo de arma possui 4 (quatro) "Break Arts" que podem ser aprendidas simplesmente eliminando inimigos com uma arma que pertença àquela categoria.
Magias em Vagrant Story são aprendidas mais tarde no game através do uso de "Grimoires", que são ítens deixados por certos inimigos. Uma vez que o "Grimoire" é usado, o feitiço nele contido é associado a categoria (escola) correspondente e permanecerá disponível para usos futuros no menu correspondente, ao custo de MP para sua execução. As magias são divididas nas seguintes escolas:
- "Shaman": que curam HP e retiram status negativos;
- "Sorcerer": que infligem status negativos aos inimigos, ou positivos a você;
- "Enchanter": que modificam sua afinidade com elementos e acrescentam dano elemental aos ataques,
- "Warlock": onde estão concentradas as magias ofensivas, causando danos elementais entre outros.

Os feitiços de "Warlock" inclusive contam com uma pequena esfera-alvo (que aumenta de tamanho conforme a magia vai ganhando mais níveis) que pode ser posicionada entre inimigos para que sejam atingidos mais de um de uma só vez e na região desejada. Diferente dos ataques físicos, contudo, magias não podem ser incluídas em combos.
O "Risk" é um elemento absolutamente essencial no sistema de batalha. Repare na existência de uma barra de Risk que fica posicionada abaixo das de HP e MP, representando os pontos de risco que o jogador já acumulou. Pontos de Risco (ou "Risk Points"), afetam na concentração de Ashley. Quanto mais você ataca a um oponente, mais destes pontos são acumulados — baixando assim a taxa de acerto e suas defesas. "Chain" e "Defensive Abilities" aumentam o Risk mais rápido que ataques comuns, enquanto que "Break Arts" não interferem no Risk. Ataques e magias inimigas causam mais dano se o jogador estiver com um alto índice de Risk. A vantagem de um Risk alto, no entanto, é que as chances de acertar um ataque crítico e de recuperar mais HP com suas curas aumentam bastante.
Um dos pontos que mais chamam a atenção em Vagrant Story é sua dificuldade arrasadora contra certos inimigos, principalmente chefes, exigindo o máximo do jogador em quase todo o tempo.
Destes "Chefes" podemos citar toda sorte de Dragões e Avatares de Divindades (como a deusa hindu Kali, ou os Elementais Supremos como Ifrit e Daimao), além de uma grande diversidade de criaturas gigantescas, armaduras amaldiçoadas e muitos outros perigos.

### Itens
O sistema de forjas de Vagrant Story permite ao jogador criar e customizar suas próprias armas e armaduras em "Workshops" espalhados pelo jogo, alterando suas forças, atributos e estatísticas. Armas são divididas em 3 principais categorias: Blunt (Contusão), Piercing (Perfuração), e Edged (Corte). Equipamentos são influenciados pelo material do qual são feitos e à afinidade com elementos e classes de inimigos.
Afinidades influenciam na efetividade de armas e armaduras, porém um equipamento ao ganhar mais pontos em uma afinidade ou classe de inimigo perde pontos em outra - tal qual uma balança. Armas e armaduras podem também serem fundidas, aumentando ainda mais a gama de possibilidades de combinações.

### "New Game +"
Assim como outros títulos da Square, a opção de se jogar num "New Game +" torna-se disponível ao terminar o game uma vez. Ao selecionar esta opção ao iniciar uma nova partida, o jogador terá à sua disposição todas as armas, armaduras, acessórios e itens que possuía ao terminar o game, bastando que ele os pegue em qualquer baú-contaíner. Os atributos de Ashley também são mantidos, tornado a primeira parte do game moleza quando atravessada pela segunda vez.
O jogador também ganha acesso a um novo calabouço, que durante a primeira partida estava inacessível. Nele você encontrará inimigos mais fortes e intimidadores que por sua vez estarão portando itens e equipamentos mais poderosos e raros. Apesar da enciclopédia de inimigos ser "resetada", você mantém um histórico da partida anterior, como número de vezes que usou cada arma, quantos inimigos matou de cada classe, recorde de hits em um combo, número de tesouros encontrados - isto entre muitos outros dados. Tais informações podem ser acessadas na opção "Journal" do menu. A história no entanto não mudará, nem terá qualquer detalhe extra a ser acrescentado neste "New Game +"

## Recepção
Em maio de 2000, Vagrant Story tornou-se o quinto maior best-seller entre os games para PlayStation. 100,000 unidades foram vendidas nos primeiros 20 dias após seu lançamento oficial, ignorando o fato de ter sido ofuscado por outros grandes lançamentos da Square como Final Fantasy IX  e  Chrono Cross. Vagrant Story foi o primeiro de quinze lançamentos naquela época, tendo sido o único para PlayStation a receber uma avaliação perfeita de 40 pontos pela renomada revista Famitsu.
- Pontuações dos "Reviews" feitos pela Mídia Especializada
- Edge - 7 de 10
- Electronic Gaming Monthly - 9.0 de 10
- Famitsu - 40 de 40 (Nota Máxima)
- GameSpot - 9.6 de 10
- IGN - 9.6 de 10
- Official PlayStation Magazine (US) - 4.5 de 5
- AllRPG.com - 8.7 de 10
- PSXExtreme.com - 9.6 de 10

Os "reviews" foram geralmente muito bons, trazendo mídia positiva em websites como o IGN e GameSpot, que enalteceram a jogabilidade e história do game. A IGN descreveu a história como sendo "tão profunda e intuitiva que provavelmente vai deleitar seus fãs", e disse ainda que o sistema de batalha mantém um "elemento necessário de estratégia e balanceamento". Os gráficos tipo "História-em-Quadrinhos" foram uma inovação aplaudida frente aos clichés dos títulos contemporâneos. O nível de detalhes dados aos cenários e expressões dos personagens foi considerado soberbo. Seus efeitos de sonorização e áudio foram aclamados como sendo "muito bem-feitos e impressionantes, fugindo dos sons sintetizados já característicos da Square". Já sobre a trilha sonora dos mapas, elas foram ditas como sendo um dos pontos mais importantes para Vagrant Story, já que ela é imprescindível para tornar a fantasia em um mundo crível para o jogador.
Contudo, O sistema de batalha foi descrito pela GameSpot como sendo muito complexo para jogadores iniciantes, e que mesmo jogadores hard-core precisariam de um "conhecimento aprofundado" do sistema de customização de equipamentos. A IGN apontou ainda que encontros ocasionais com inimigos podem ser mais complicados que as lutas contra os chefões. A Official U.S. PlayStation Magazine notou que o inventário seria muito limitado frente ao vasto número de customizações possíveis - e seria isto particularmente problemático, uma vez que o jogador seria obrigado a ter armas diversificadas devido as suas afinidades e tipos, os quais são vitais serem os adequados para se derrotar alguns grandes inimigos do game.
Alexander O. Smith  foi o responsável pela tradução americana de Vagrant Story, usando inglês arcaico em comparação ao japonês comum da versão nipônica. Seus esforços na adaptação de Vagrant Story foram descritos por  Andrew Vestal  como um "trabalho sem paralelos ou precedentes" na tradução de japonês para inglês do game, "a despeito de algumas falhas gramaticais ocasionais e compreensíveis", como dito pela IGN. Vagrant Story foi reconhecido como  "Melhor Jogo para PlayStation"  no prêmio  "E3 2000 IGN Awards"  e também nomeado o melhor game de Ação/Aventura para consoles no  "4th Annual Interactive Achievements Awards"  sediado pela "Academia de Ciências e Artes Interativas".

## Curiosidades
- No decorrer do game, é possível encontrar alguns itens que fazem menção de personagens de Final Fantasy Tactics, como colares com os nomes de Agrias e Bewulf, e também uma gema com o nome de Orlandu. Este último item ainda vai além, descrito como tendo fragmentos de ossos do próprio Orlandu em seu interior.